# La Rivière des larmes
Pour plus de détails, voir Fiche technique et Distribution.
La Rivière des larmes (なみだ川, Namidagawa) est un film japonais réalisé par Kenji Misumi et sorti en 1967.

## Synopsis
Oshizu et Otaka sont deux sœurs encore célibataires qui travaillent l'une comme professeur de nagauta, l'autre comme couturière afin de subvenir aux besoins de la famille car leur père, un graveur sur métal, ne peut plus exercer son métier à cause d'une maladie nerveuse.
Lorsque Otaka reçoit une proposition de mariage avec Tomokichi, dont elle est pourtant amoureuse, elle la refuse. Elle ne peut se résoudre à laisser Oshizu, qui en tant que sœur aînée devrait se marier en premier, la charge de leur père. De plus, la réapparition d'Eiji, leur frère qui a des démêlés avec la justice, terni l'image de la famille. Oshizu de son côté est déterminée à faire en sorte que sa jeune sœur puisse se marier et être heureuse.

## Fiche technique
- Titre : La Rivière des larmes[1],[2]
- Titre original : なみだ川 (Namidagawa?)
- Réalisation : Kenji Misumi
- Scénario : Yoshikata Yoda, d'après un roman de Shūgorō Yamamoto
- Photographie : Chikashi Makiura (ja)
- Musique : Taichirō Kosugi (ja)
- Décors : Akira Naitō (ja)
- Montage : Toshio Taniguchi (ja)
- Producteur : Hisashi Okuda (ja)
- Société de production : Daiei
- Pays de production :  Japon
- Langue originale : japonais
- Format : couleur — 2,35:1 — 35 mm — son mono (Westrex Recording System)
- Genre : drame
- Durée : 79 minutes[3] (métrage : huit bobines - 2 160 m[3])
- Dates de sortie :
  - Japon : 28 octobre 1967[3]

## Distribution
- Shiho Fujimura : Oshizu
- Hiroko Natsuki (ja) (créditée sous le nom de Kiku Wakayagi) : Otaka, sa sœur
- Rokkō Toura : Eiji, leur frère
- Kamatari Fujiwara : Shinshichi, leur père
- Ryōichi Tamagawa (ja) : le tenancier du magasin de katana
- Tōru Abe : Ukichi Tsurumura
- Toshiyuki Hosokawa (ja) : Sadajirō
- Sumio Shiozaki : Tomokichi
- Gen Kimura (ja) : le vendeur de fruits de mer servant de messager à Eiji

## Autour du film
La Rivière des larmes est une œuvre de commande de la Daiei, transcendée par la beauté du script de Yoshikata Yoda et la mise en scène raffinée de Kenji Misumi. Son art du surcadrage, sa faculté à filmer les intérieurs tout en cloisons, tissus et portes coulissantes et la beauté de son montage font merveille.